# Truppenübungsplatz Altengrabow
Der Truppenübungsplatz Altengrabow ist ein über 9000 Hektar großes militärisches Übungsgelände bei Altengrabow im Fläming. Der Übungsplatz ist dem Unterstützungskommando der Bundeswehr unterstellt und gehört zum Bereich Truppenübungsplatzkommandantur OST. Er wurde für das IV. Armee-Korps der Preußischen Armee angelegt; 1891 begann der Übungsbetrieb. Nach dem Zweiten Weltkrieg war der Übungsplatz von 1945 bis 1994 von den sowjetischen/russischen Truppen in Deutschland belegt. Seitdem wird das Gelände von der Bundeswehr genutzt. Zeitweilig sind hier auch NATO-Alliierte, insbesondere Truppen aus den Benelux-Staaten, zu Gast. Der Truppenübungsplatz liegt überwiegend in Sachsen-Anhalt, ein kleinerer Anteil im Osten des Areals liegt auf Brandenburger Gebiet.

## Geographie
Naturräumlich betrachtet gehört das militärische Übungsgelände nahezu vollständig zur westlichen Fläminghochfläche, eine 421 km² große und die am weitesten in den Westen reichende Haupteinheit der übergeordneten Haupteinheitengruppe des Fläming. Lediglich die nördlichen Ausläufer des Platzes bei Dörnitz zählen zum Burg-Ziesarer Vorfläming und kleinere Randgebiete am Ostrand zum zentralen Fläming, beide Landschaften gehören ebenfalls zur vorgenannten Haupteinheitengruppe des Fläming. Die höchsten Erhebungen hier sind zugleich die drei höchsten des Landkreises Jerichower Land: Jerusalemberg (127 m ü. NHN), Müllerberg (123 m ü. NHN) und Platzberg (116 m ü. NHN).
Das Gelände grenzt an die Magdeburger Börde und liegt damit auch im Regenschatten des Harzes. Dadurch gehört die Gegend zu den trockensten Deutschlands.
Die Gegend ist auch unter dem Begriff Gloinetal bekannt.

## Geschichte

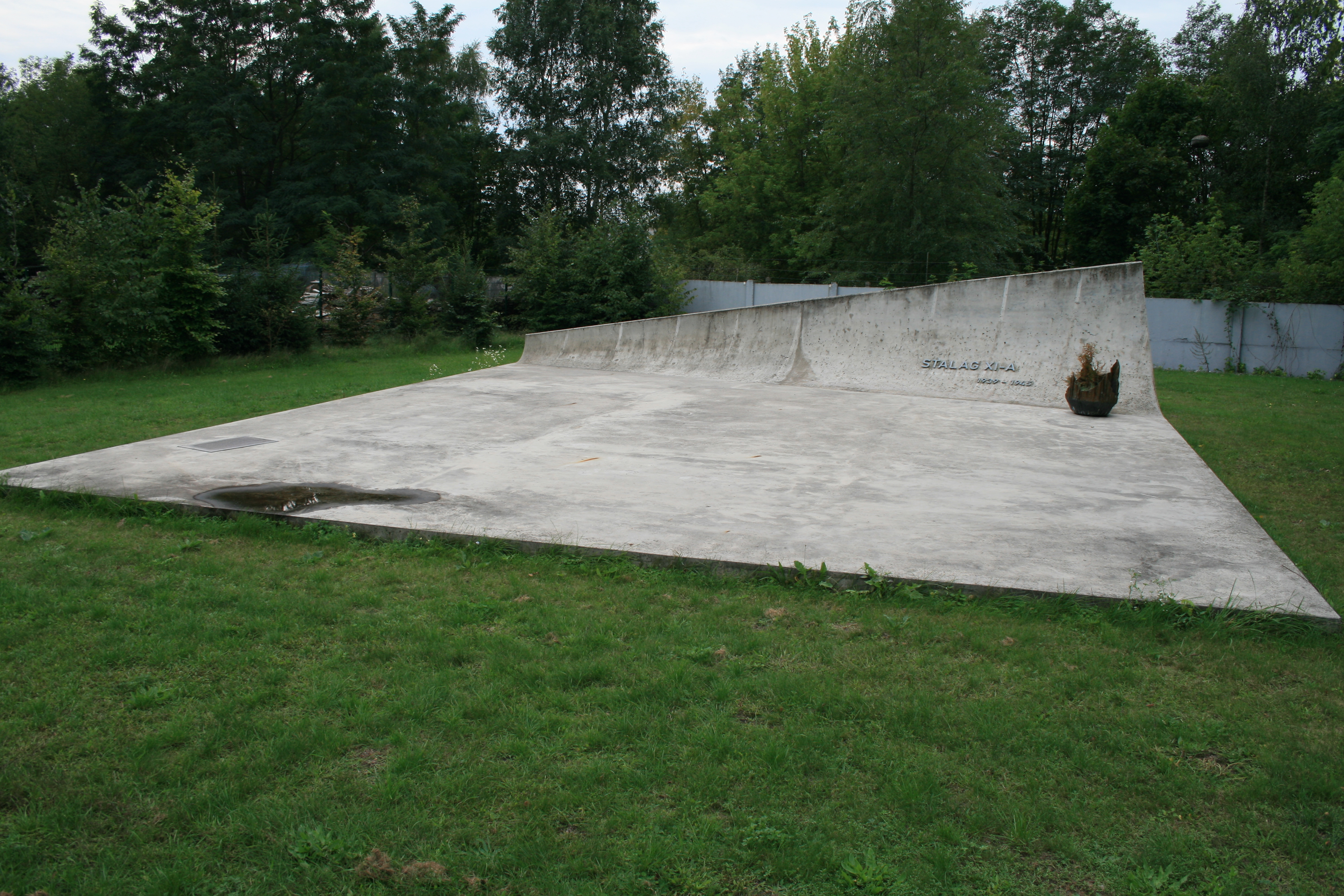
Gedenkstätte in Erinnerung an das Kriegsgefangenenlager Stalag XI A an der Zufahrt zum Truppenübungsplatz (2015)

Im Herbst des Jahres 1891 übte das Berliner Gardekorps im Raum Loburg, Schweinitz, Görzke und Steinberg bis nach Wüstenjerichow, Reesdorf, Tucheim, Paplitz und Ziesar. Die Übung spielte sich somit in großen Teilen im damaligen Landkreis Jerichow I und auf dem Gelände des heutigen Truppenübungsplatzes ab. Dies geschah zeitgleich mit der Suche der obersten Militärbehörde nach einem günstigen Schießplatzgelände. Bestimmt war es in erster Linie für das IV. Armee-Korps, dessen Generalkommando sich in Magdeburg befand. Schon wenig später, im Frühjahr 1893, wurde das Gelände durch eine Abordnung aus Berlin auf seine Eignung als Übungsgelände begutachtet. Noch im selben Jahr, vom 25. Juli bis zum 19. August, wurde auf den Gemarkungen von Thümermark, Bomsdorf und Schweinitz im Rahmen einer Übung des Infanterie-Regiments „Fürst Leopold von Anhalt-Dessau“ (1. Magdeburgisches) Nr. 26 erstmals auch mit scharfer Munition geschossen. Am 23. März 1894 fiel die abschließende Entscheidung für die Anlage und den Aufbau des Truppenübungsplatzes. Die Verhandlungen über den Ankauf von Ortschaften und Gelände war bereits größtenteils abgeschlossen. Mit den ersten zur Verfügung gestellten Mitteln in Höhe von einer Million Reichsmark wurde schon am 10. Mai des gleichen Jahres das Dorf Gloine aufgekauft und die bisher dort lebenden Bewohner mussten gehen. Am 22. Juli schoss die Burger Artillerie dann wieder auf dem Platz, und im August wurde das Mühlengut Altengrabow gekauft.
Um 1895 wurde er zunächst Schießplatz Gloine genannt und seine heutigen Platzgrenzen endgültig festgelegt. Das gesamte Areal umfasste nun 48 km². Nur wenig später, unter der Führung des ersten Kommandanten Generalmajor Walter von Kalckstein, hieß er dann Truppenübungsplatz Loburg. Die erste Aufnahme des regulären Schieß- und Übungsbetriebes fand 1896 statt. Im Juli 1897 wurde schon die erste große Übung unter dem Namen „Belagerungskrieg“ auf dem Übungsplatz abgehalten. Daran nahmen Abteilungen der Infanterie, Kavallerie und schwere Artillerie teil, aber auch eine Luftschifferabteilung war Teil der übenden Truppe. Anfang 1900 wurde das ehemalige Mühlengut Altengrabow zum endgültigen Namensgeber des Truppenübungsplatzes.
In der Zeit des Ersten Weltkrieges waren auf dem Truppenübungsplatz mehrere frontfähige Kampfdivisionen untergebracht. Es wurden hier auch neue Waffen, Angriffs- und Abwehrmethoden erprobt. Außerhalb der Lagergrenzen, dicht bei Dörnitz, wurde ein Gefangenenlager errichtet. An die 1200 Gefangene wurden hier festgehalten, darunter Engländer, Schotten, Iren, Franzosen, Belgier, Senegalesen, Marokkaner, Russen, Sibirier, Kaukasier, Armenier und Mongolen.
Mit dem Ende des Ersten Weltkrieges wurde das Gefangenenlager aufgelöst. Die in Altengrabow stationierten Truppenteile wurden nach dem Friedensschluss demobilisiert und das Lager stand für einige Monate leer. Durch die Vertreibung der Deutschen aus den Ostprovinzen wurde das Gelände dann bis 1921 zu einem Flüchtlingslager, bevor es von der Reichswehr in Besitz genommen wurde. Das Gelände wurde nach den Bestimmungen des Versailler Vertrages umgestaltet und abermals als Übungsgelände genutzt. 1933 wurde eine Sportschule der Sturmabteilung auf dem Gelände eingerichtet und 1936 folgte ein Ausbildungslager der Hitlerjugend im Bereich Rosenkrug. Gleichzeitig wurde der gesamte Platz umgestaltet. Zum einen wurden Schießbahnen für gepanzerte Fahrzeuge angelegt und zum anderen diente er auch als Übungsraum für Kavallerie, bespannte Artillerie und Pioniere. Mit dem Ausbruch des Zweiten Weltkrieges 1939 wurde ein Lager für Arbeitskräfte eingerichtet, die in der nahegelegenen Munitionsfabrik tätig waren. Neben dem Arbeitslager wurde aber auch das Kriegsgefangenenlager Stalag XI A eingerichtet, in dem erst einmal polnische Gefangene unterkamen.
Das Gefangenenlager wurde am 13. April 1945 von der 83. US-Infanterie-Division befreit; das Lager wurde dann im Mai durch sowjetische Truppen besetzt. Bis August 1945 wurden die Unterkünfte auf dem Gelände des Truppenübungsplatzes als Sammel- und Durchgangslager für sowjetische Kriegsgefangene genutzt, bevor diese in ihre Heimat zurückkehren konnten.

Russische Übersichtskarte der Liegenschaften auf der ehemaligen Garnison Altengrabow

Ab August 1945 übernahm die Rote Armee offiziell den Standort und nutzte ihn für Schießübungen mit Geschosswerfern und Panzerabwehrkanonen. Das Lager Altengrabow wurde im Jahr 1946 endgültig eine sowjetische Garnison für Artillerie, Infanterie und Flugabwehr. 1959 kamen im Lager Rosenkrug ein Garde-Panzerregiment und ein Panzerlehrbataillon dazu; 1974 ergänzte die 10. Garde-Panzerdivision der sowjetischen 3. Stoßarmee die Garnison. Infolge des Kalten Krieges wurde noch im Jahr 1983 die 36. Raketenbrigade zusätzlich auf dem Gelände untergebracht. Nach der deutschen Wiedervereinigung 1990 wurde im Folgejahr der Abzug der sowjetischen Truppen befohlen. Am 9. und 19. April 1991 wurden Soldaten der Bundeswehr von sowjetischen Wachposten beschossen. Als Angehörige eines Beobachtungstrupps hatten sie militärische Aufklärung betrieben und sich dabei sowjetischem Sperrgebiet genähert. Daraufhin eröffneten die sowjetischen Soldaten das Feuer, wobei beim zweiten Vorfall am 19. April 1991 ein Major der Bundeswehr verwundet wurde. Am Standort Altengrabow befand sich ein sowjetisches Sonderwaffenlager, welches die Raketentruppen der 3. Stoßarmee mit nuklearen Einsatzmitteln versorgt hätte. Vermutlich wurden die letzten Kernwaffen aus Altengrabow erst im Juni 1991 abgezogen. Im Juli 1994 verließ der letzte russische Soldat den Standort Altengrabow.
Der Bundesminister der Verteidigung entschied im Mai 1994, den Truppenübungsplatz Altengrabow Ende Juni in das Ressortvermögen der Bundeswehr zu übernehmen. Es begannen umfangreiche Arbeiten wie Altlastenerfassung und deren Beseitigung, Umbaumaßnahmen, Abriss- und Räumungsarbeiten, aber auch Aufforstungen im Rahmen des Natur- und Umweltschutzes. So entstanden bis Ende 1995 insgesamt 120 Arbeitsplätze. Ab 1996 stand der Übungsplatz für Schieß-, aber auch für Katastrophenschutzübungen zur Verfügung. Die erste große Katastrophenschutzübung fand 1997 statt, unter Mitwirkung von rund 250 Mitgliedern der Freiwilligen Feuerwehr, des Deutschen Roten Kreuzes, der Deutschen Lebens-Rettungs-Gesellschaft, Notärzte-Teams und Mitarbeiter des Amtes für Brand- und Katastrophenschutz. 1999 fand das erste Panzerschießen seit der Übernahme durch die Bundeswehr statt. Dafür wurden unter anderem Panzer vom Typ Leopard 2 auf dem Schienenweg zum Truppenübungsplatz transportiert und auf der neu errichteten Verladerampe entladen. Im Jahr 2000 kam es zu einem Unfall, bei dem ein Soldat durch einen Blindgänger getötet wurde. Der Soldat war bei Löscharbeiten des Waldbrandes eingesetzt. Um solche Unglücke für die Zukunft zu verhindern, wurde im Jahr 2003 mit der Kampfmittelbeseitigung durch spezielle Fachfirmen begonnen. Die Räumungsarbeiten sollten bis Ende 2004 abgeschlossen werden. In nur einer Woche wurden 60 Tonnen hochbrisantes Material an Munition und Munitionsschrott zu Tage gefördert. Die Truppenübungsplätze Klietz, Lehnin und Altengrabow wurden 2007 unter der Leitung der Truppenübungsplatzkommandantur Klietz zusammengefasst.
Seit dem 1. Januar 2015 ist der Truppenübungsplatz Altengrabow wieder eine Truppenübungsplatzkommandantur. Zusammen mit den Truppenübungsplatzkommandanturen Jägerbrück, Klietz, Lehnin und Oberlausitz untersteht sie dem Bereich Truppenübungsplatzkommandantur OST mit Sitz in Klietz. Mit dem Anstieg der Zahl der Asylsuchenden wurden rund 70 % der Unterkunftskapazitäten des Truppenlagers in ein Auffanglager umgewandelt.
Bis heute wird der Platz durch unterschiedliche Truppenteile der Bundeswehr genutzt.

## Kommandanten (Auswahl)
- 1895: Oberst z.D. Walter von Kalckstein
- 1895–1898: Oberst/Generalmajor z.D. Otto Witte
- 1898–1903: Oberst/Generalmajor z.D. Friedrich von Kracht
- 1903–1907: Generalmajor z.D. Rudolf Damrath
- 1907–1911: Generalmajor z.D. Friedrich von Wiese und Kaiserswaldau
- 1911–1914: Generalmajor z.D. Emil von der Decken
- 1914–1917: General z.D. Herwarth von Bittenfeld
- 1917/18: General z.D. Emil von der Decken
- 1918/19: Oberst Pagenstecher
- 1919/20: Oberst Freiherr von Rosen
- 1920/21: Oberst Borchert
- 1921–1923: Oberst Heinrich von dem Hagen
- 1923–1927: Oberstleutnant/Oberst Paul Engelien
- 1927/28: Oberst Georg Zimmermann
- 1929/30: Oberst Reinhard von Westrem zum Gutacker
- 1930–1932: Oberst Wilhelm Drogand
- 1932–1939: Oberstleutnant Hans Roth
- 1939–1945: Oberst/Generalmajor Konrad von Czettritz und Neuhaus
- Oberstleutnant Pawlow
- Oberstleutnant Petrow
- Oberstleutnant Turtschan
- Oberstleutnant Botschkin
- 1994/95: Hauptmann Bernd Wünschmann
- 1995–1999: Oberstleutnant Voßmeyer
- 1999–2006: Oberstleutnant Werner Grabolle
- 2006–2012: Hauptmann Klaus Kempka
- 2012–2015: Hauptmann Olaf Langkawel
- 2015–2024: Oberstleutnant Eugen Poch
- seit 2024: Hauptmann Tom Peters

## PFC-Verunreinigungen
Eine Kleinrammbohrung aus dem Mai 2018 im Nutzungsbereich der Feuerwehr ergab, dass die Menge von Perfluoroctansulfonsäure (PFOS) mit 54,0 µg/L die Grenzwerte von 0,4 µg/L für „Gefahr bestätigt“ um das 135-fache übersteigen. Zwei weitere Proben ließen sich dieser Kategorie zuordnen (nicht nur PFOS, für alle auf PFC untersuchte Proben). Bei fünf Proben besteht ein Verdacht und zwei weitere entsprechen nicht dem langfristigen Mindestqualitätsziel. Lediglich bei zwei Proben wurden keine Vergleichswerte überschritten.